# Edinburg, Texas
Edinburg är en stad i Hidalgo County i delstaten Texas, USA med 64 465 invånare (2006). Edinburg är administrativ huvudort (county seat) i Hildago County. 
Stadens universitet heter University of Texas–Pan American.
1. ↑  United States Census Bureau, 2010 U.S. Gazetteer Files, United States Census Bureau, 2010, läst: 9 juli 2020.[källa från Wikidata]
2. ↑  United States Census Bureau (red.), USA:s folkräkning 2020, läs online, läst: 1 januari 2022.[källa från Wikidata]
3. ↑  härlett från: Kategori:Orter grundade 1908, läst: 5 november 2018.[källa från Wikidata]
4. ↑  läs online, cityofedinburg.com , läst: 31 maj 2022.[källa från Wikidata]